# Mistrzostwa Świata w Wioślarstwie 2009 – jedynka kobiet
Jedynka kobiet (W1x) – konkurencja rozgrywana podczas Mistrzostw Świata w Wioślarstwie 2009 w Poznaniu między 23 a 30 sierpnia na Torze Regatowym Malta.

## Harmonogram konkurencji
Wszystkie godziny w czasie letnim (UTC+2)
| Godzina                     | Wydarzenie  | Runda         |
| --------------------------- | ----------- | ------------- |
| Niedziela, 23 sierpnia 2009 | 12:12-12:30 | Eliminacje    |
| Wtorek, 25 sierpnia 2009    | 12:30-12:42 | Repasaże      |
| Czwartek, 27 sierpnia 2009  | 14:53-15:09 | Półfinały A/B |
| Piątek, 28 sierpnia 2009    | 11:42-11:48 | Finał C       |
| Sobota, 29 sierpnia 2009    | 14:30-14:36 | Finał B       |
| Sobota, 29 sierpnia 2009    | 15:18-15:24 | Finał A       |

## Medaliści
| Złoto             | Srebro             | Brąz               |
| Kaciaryna Karsten | Katherine Grainger | Miroslava Knapková |

## Wyniki

### Eliminacje
Reguła kwalifikacji: 1-2 → PA/B, 3.. → R

#### Eliminacje 1
| Miejsce | Zawodnik           | Kraj              | Czas    | Uwagi |
| ------- | ------------------ | ----------------- | ------- | ----- |
| 1       | Miroslava Knapková | Czechy            | 7:33,07 | PA/B  |
| 2       | Katherine Grainger | Wielka Brytania   | 7:36,59 | PA/B  |
| 3       | Agata Gramatyka    | Polska            | 7:40,98 | R     |
| 4       | Kaisa Pajusalu     | Estonia           | 7:45,09 | R     |
| 5       | Tale Gjørtz        | Norwegia          | 7:45,15 | R     |
| 6       | Margot Shumway     | Stany Zjednoczone | 7:46,69 | R     |

#### Eliminacje 2
| Miejsce | Zawodnik           | Kraj             | Czas    | Uwagi |
| ------- | ------------------ | ---------------- | ------- | ----- |
| 1       | Zhang Xiuyun       | Chiny            | 7:42,78 | PA/B  |
| 2       | Emma Twigg         | Nowa Zelandia    | 7:51,04 | PA/B  |
| 3       | Juliane Domscheit  | Niemcy           | 7:54,66 | R     |
| 4       | Annick De Decker   | Belgia           | 7:56,27 | R     |
| 5       | Kateryna Tarasenko | Ukraina          | 8:06,36 | R     |
| 6       | Shin Yeong-eun     | Korea Południowa | 8:25,02 | R     |

#### Eliminacje 3
| 1 | Kaciaryna Karsten           | Białoruś  | 7:29,87 | PA/B |
| 2 | Julia Lewina                | Rosja     | 7:31,78 | PA/B |
| 3 | Iva Obradović               | Serbia    | 7:32,83 | R    |
| 4 | Frida Svensson              | Szwecja   | 7:38,67 | R    |
| 5 | Nuria Domínguez Asensio     | Hiszpania | 7:58,36 | R    |
| 6 | Bahareh Alimoradi Nadrabadi | Iran      | 8:24,18 | R    |

### Repasaże
Reguła kwalifikacji: 1-3 → PA/B, 4... → FC

#### Repasaże 1
| Miejsce | Zawodnik                    | Kraj              | Czas    | Uwagi |
| ------- | --------------------------- | ----------------- | ------- | ----- |
| 1       | Frida Svensson              | Szwecja           | 8:00,83 | PA/B  |
| 2       | Agata Gramatyka             | Polska            | 8:06,03 | PA/B  |
| 3       | Juliane Domscheit           | Niemcy            | 8:07,84 | PA/B  |
| 4       | Margot Shumway              | Stany Zjednoczone | 8:17,06 | FC    |
| 5       | Kateryna Tarasenko          | Ukraina           | 8:29,43 | FC    |
| 6       | Bahareh Alimoradi Nadrabadi | Iran              | 8:54,67 | FC    |

#### Repasaże 2
| Miejsce | Zawodnik                | Kraj             | Czas    | Uwagi |
| ------- | ----------------------- | ---------------- | ------- | ----- |
| 1       | Iva Obradović           | Serbia           | 8:00,12 | PA/B  |
| 2       | Kaisa Pajusalu          | Estonia          | 8:03,60 | PA/B  |
| 3       | Annick De Decker        | Belgia           | 8:06,34 | PA/B  |
| 4       | Tale Gjørtz             | Norwegia         | 8:11,35 | FC    |
| 5       | Nuria Domínguez Asensio | Hiszpania        | 8:16,77 | FC    |
| 6       | Shin Yeong-eun          | Korea Południowa | 8:46,18 | FC    |

### Półfinały A/B
Reguła kwalifikacji: 1-3 → FA, 4... → FB

#### Półfinały A/B 1
| Miejsce | Zawodnik           | Kraj          | Czas    | Uwagi |
| ------- | ------------------ | ------------- | ------- | ----- |
| 1       | Miroslava Knapková | Czechy        | 7:32,90 | FA    |
| 2       | Kaciaryna Karsten  | Białoruś      | 7:35,11 | FA    |
| 3       | Emma Twigg         | Nowa Zelandia | 7:40,00 | FA    |
| 4       | Frida Svensson     | Szwecja       | 7:44,58 | FB    |
| 5       | Juliane Domscheit  | Niemcy        | 7:58,21 | FB    |
| 6       | Kaisa Pajusalu     | Estonia       | 7:59,95 | FB    |

#### Półfinały A/B 2
| Miejsce | Zawodnik           | Kraj            | Czas    | Uwagi |
| ------- | ------------------ | --------------- | ------- | ----- |
| 1       | Zhang Xiuyun       | Chiny           | 7:28,08 | FA    |
| 2       | Katherine Grainger | Wielka Brytania | 7:30,15 | FA    |
| 3       | Julia Lewina       | Rosja           | 7:32,95 | FA    |
| 4       | Iva Obradović      | Serbia          | 7:40,79 | FB    |
| 5       | Agata Gramatyka    | Polska          | 7:46,94 | FB    |
| 6       | Annick De Decker   | Belgia          | 7:50,48 | FB    |

### Finał C
| Miejsce | Zawodnik                    | Kraj              | Czas    | Uwagi |
| ------- | --------------------------- | ----------------- | ------- | ----- |
| 1       | Margot Shumway              | Stany Zjednoczone | 8:26,17 |       |
| 2       | Tale Gjørtz                 | Norwegia          | 8:29,94 |       |
| 3       | Nuria Domínguez Asensio     | Hiszpania         | 8:41,42 |       |
| 4       | Kateryna Tarasenko          | Ukraina           | 8:48,65 |       |
| 5       | Shin Yeong-eun              | Korea Południowa  | 9:07,14 |       |
| 6       | Bahareh Alimoradi Nadrabadi | Iran              | 9:16,29 |       |

### Finał B
| Miejsce | Zawodnik          | Kraj    | Czas    | Uwagi |
| ------- | ----------------- | ------- | ------- | ----- |
| 1       | Iva Obradović     | Serbia  | 7:31,04 |       |
| 2       | Juliane Domscheit | Niemcy  | 7:35,40 |       |
| 3       | Frida Svensson    | Szwecja | 7:37,30 |       |
| 4       | Agata Gramatyka   | Polska  | 7:41,91 |       |
| 5       | Kaisa Pajusalu    | Estonia | 7:44,77 |       |
| 6       | Annick De Decker  | Belgia  |         | DNS   |

### Finał A
| Miejsce | Zawodnik           | Kraj            | Czas    | Uwagi |
| ------- | ------------------ | --------------- | ------- | ----- |
|         | Kaciaryna Karsten  | Białoruś        | 7:11,78 |       |
|         | Katherine Grainger | Wielka Brytania | 7:13,57 |       |
|         | Miroslava Knapková | Czechy          | 7:16,22 |       |
| 4       | Emma Twigg         | Nowa Zelandia   | 7:16,73 |       |
| 5       | Zhang Xiuyun       | Chiny           | 7:20,82 |       |
| 6       | Julia Lewina       | Rosja           | 7:30,00 |       |